# Meridiano 163 oeste
El meridiano 163 oeste de Greenwich es una línea de longitud que se extiende desde el Polo Norte atravesando el océano Ártico, América del Norte, el océano Pacífico, el océano Antártico y la Antártida hasta el Polo Sur.
El meridiano 163 oeste forma un gran círculo con el meridiano 17 este.
Comenzando en el Polo Norte y dirigiéndose hacia el Polo Sur, el meridiano 163 oeste pasa a través de:
| Coordenadas                         | País, territorio o mar | Notas |
| ----------------------------------- | ---------------------- | --- |
| 90°0′N 163°0′O / 90.000, -163.000   | Océano Ártico          | |
| 71°42′N 163°0′O / 71.700, -163.000  | Mar de Chukotka        | |
| 69°46′N 163°0′O / 69.767, -163.000  | Estados Unidos         | Alaska |
| 67°2′N 163°0′O / 67.033, -163.000   | Mar de Chukotka        | Kotzebue Sound |
| 66°5′N 163°0′O / 66.083, -163.000   | Estados Unidos         | Alaska - Península de Seward |
| 64°33′N 163°0′O / 64.550, -163.000  | Mar de Bering          | Norton Sound |
| 63°5′N 163°0′O / 63.083, -163.000   | Estados Unidos         | Alaska |
| 59°53′N 163°0′O / 59.883, -163.000  | Mar de Bering          | Pasa justo al este de Amak Island, Alaska, Estados Unidos |
| 55°14′N 163°0′O / 55.233, -163.000  | Estados Unidos         | Alaska - Península de Alaska |
| 55°4′N 163°0′O / 55.067, -163.000   | Océano Pacífico        | Pasa justo al este de la Isla Unimak, Alaska, Estados Unidos Pasa justo al oeste de Sanak Island, Alaska, Estados Unidos Pasa justo al este del atolón Suwarrow, Islas Cook Pasa justo al este de la Isla Palmerston, Islas Cook |
| 60°0′S 163°0′O / -60.000, -163.000  | Océano Antártico       | |
| 78°12′S 163°0′O / -78.200, -163.000 | Antártida              | Dependencia Ross, reclamada por Nueva Zelanda |